# Mesorgerius altaicola
Mesorgerius altaicola är en insektsart som beskrevs av Vilbaste 1965. Mesorgerius altaicola ingår i släktet Mesorgerius och familjen Dictyopharidae. Inga underarter finns listade i Catalogue of Life.